# Хуан Алонсо (іспанський футболіст)
Хуан Аделарпе Алонсо (ісп. Juan Adelarpe Alonso) або Хуаніто Алонсо (ісп. Juanito Alonso, 13 грудня 1927 — 8 вересня 1994) — іспанський футболіст, воротар.

## Клубна кар'єра
Перші кроки Хуаніто Алонсо як воротар робив на баскських пляжах, як і багато інших відомих баскських воротарів. З часом Алонсо вдосконалював свою майстерність і залишив Басконію, щоб грати в більш престижних клубах.
У 18 років він підписав контракт з «Логроньєсом» і захищав ворота команди протягом 1946/47 сезону. Наступного року він спробував приєднатися до «Сельти», але після проходження перегляду від його трансферу відмовився тренер клубу, легендарний воротар Рікардо Самора. Але Хуан Алонсо таки змінив клуб, чому також сприяв його виклик на військову службу, протягом наступних двох років він грав у «Расінг» (Ферроль). Хуан Алонсо скористався можливістю, щоб продемонструвати свої навички, які не були втрачені під час військової служби у Ферролі.
Після закінчення служби він підписав контракт із столичним «Реалом», у якому грав протягом наступних тринадцяти сезонів з 1949 до 1962 року — у столиці він провів успішну кар'єру. Алонсо був одним із ключових гравців «Реала» у єврокубках. Холоднокровність була найбільш характерною рисою Алонсо як голкіпера. Разом з Ді Стефано, Пушкашем, Хенто та іншими він створив історичну та неповторну команду. Домінуючи в Іспанії та Європі, він виграв 18 титулів за 14 сезонів у «Реалі».
Кар'єра Хуаніто Алонсо в «Реалі» була нелегкою, оскільки він із сезону в сезон відстоював право бути першим воротарем, хоча ніхто не міг витіснити його зі складу, йому заважали травми. В одинадцятому сезоні з «Реалом» Алонсо отримав рідкісне ушкодження легень, різні фахівці при постановці діагнозу запевняли, що тут не все так серйозно, проте персонал клубу не дозволив йому грати.
Він отримав дозвіл після майже року без ігрової практики, проте Алонсо повторно травмувався під час зіткнення з Аделардо під час матчу з «Атлетіко Мадрид». Незважаючи на цей факт, Реал знову продовжив з ним контракт, але після відновлення Алонсо вирішив завершити свою кар'єру у віці 34 років.
Востаннє Хуаніто Алонсо захищав ворота «Реала» у своєму прощальному матчі проти «Рівер Плейт» з Аргентини.
8 вересня 1994 року він помер у Фуентеррабії, там же, де й народився.

## Міжнародна кар'єра
15 жовтня 1958 року дебютував за збірну Іспанії у матчі проти Північної Ірландії .
Він представляв Іспанію на міжнародній арені у п'яти іграх: трьох у другій збірній та двох — у першій.

## Досягнення

### Клубні
- Чемпіон Іспанії (5): 1953–54, 1954–55, 1956–57, 1957–58, 1960–61
- Володар Кубка європейських чемпіонів (5): 1955–56, 1956–57, 1957–58, 1958–59, 1959–60
- Володар Латинського кубка (2): 1955, 1957
- Володар Міжконтинентального кубка: 1960

### Індивідуальні
- Трофей Самори: 1954–55

## Особисте життя
Він був молодшим братом Габріеля Алонсо, також футболіста, на чотири роки старша за нього, який еж грав за «Реал Мадрид».